# وزنه‌برداری در المپیک تابستانی ۲۰۲۰
| وزنه‌برداری در بازی‌های المپیک تابستانی ۲۰۲۰ | وزنه‌برداری در بازی‌های المپیک تابستانی ۲۰۲۰ | وزنه‌برداری در بازی‌های المپیک تابستانی ۲۰۲۰ | وزنه‌برداری در بازی‌های المپیک تابستانی ۲۰۲۰ | وزنه‌برداری در بازی‌های المپیک تابستانی ۲۰۲۰ | وزنه‌برداری در بازی‌های المپیک تابستانی ۲۰۲۰ |
| ------------------------------------------ | ------------------------------------------ | ------------------------------------------ | ------------------------------------------ | ------------------------------------------ | ------------------------------------------ |
| مردان                                      | مردان                                      | مردان                                      | زنان                                       | زنان                                       | زنان                                       |
|                                            | ۶۱ ک‌گ                                      |                                            |                                            | ۴۹ ک‌گ                                      |                                            |
|                                            | ۶۷ ک‌گ                                      |                                            |                                            | ۵۵ ک‌گ                                      |                                            |
|                                            | ۷۳ ک‌گ                                      |                                            |                                            | ۵۹ ک‌گ                                      |                                            |
|                                            | ۸۱ ک‌گ                                      |                                            |                                            | ۶۴ ک‌گ                                      |                                            |
|                                            | ۹۶ ک‌گ                                      |                                            |                                            | ۷۶ ک‌گ                                      |                                            |
|                                            | ۱۰۹ ک‌گ                                     |                                            |                                            | ۸۷ ک‌گ                                      |                                            |
|                                            | +۱۰۹ ک‌گ                                    |                                            |                                            | +۸۷ ک‌گ                                     |                                            |

وزنه‌برداری یکی از ورزش‌های بازی‌های المپیک تابستانی ۲۰۲۰ است که از ۲۴ ژوئیه تا ۴ اوت ۲۰۲۱ در توکیو اینترنشنال فروم
برگزار شد.

## کشورهای شرکت‌کننده
- آلبانی (2)
- الجزایر (1)
- ساموآی آمریکا (1)
- ارمنستان (2)
- استرالیا (5)
- اتریش (2)
- بلاروس (2)
- بلژیک (2)
- بوتسوانا (1)
- برزیل (2)
- بلغارستان (2)
- کامرون (2)
- کانادا (5)
- شیلی (2)
- چین (8)
- کلمبیا (3)
- کوبا (4)
- جمهوری چک (1)
- جمهوری دومینیکن (5)
- اکوادور (4)
- فرانسه (4)
- گرجستان (4)
- آلمان (3)
- غنا (1)
- بریتانیای کبیر (4)
- یونان (1)
- مجارستان (1)
- هند (1)
- اندونزی (5)
- ایران (2)
- اسرائیل (1)
- ایتالیا (4)
- ژاپن (7)
- قزاقستان (2)
- قرقیزستان (1)
- لتونی (2)
- لبنان (1)
- لیتوانی (1)
- ماداگاسکار (2)
- مالت (1)
- موریس (1)
- مکزیک (4)
- مولداوی (1)
- مغولستان (1)
- مراکش (1)
- نائورو (1)
- هلند (1)
- نیوزیلند (5)
- نیکاراگوئه (1)
- عمان (1)
- پاکستان (1)
- فلسطین (1)
- پاپوآ گینه نو (2)
- پرو (1)
- فیلیپین (2)
- یونان (1)
- لهستان (3)
- تیم پناهندگان المپیک (1)
- روسیه (2)
- عربستان سعودی (1)
- جزایر سلیمان (1)
- کره جنوبی (8)
- اسپانیا (4)
- سوئد (1)
- سوریه (1)
- چین تایپه (7)
- تونگا (1)
- تونس (5)
- ترکیه (2)
- ترکمنستان (5)
- اوکراین (2)
- ایالات متحده آمریکا (8)
- ازبکستان (4)
- ونزوئلا (4)
- ویتنام (2)

## لیست مدال‌ها

### جدول مدال‌ها
*   کشور میزبان (ژاپن)
| رتبه            | کشور                | طلا | نقره | برنز | مجموع |
| --------------- | ------------------- | --- | ---- | ---- | ----- |
| ۱               | چین                 | ۷   | ۱    | ۰    | ۸     |
| ۲               | اکوادور             | ۱   | ۱    | ۰    | ۲     |
| ۳               | چین تایپه           | ۱   | ۰    | ۱    | ۲     |
| ۳               | گرجستان             | ۱   | ۰    | ۱    | ۲     |
| ۵               | ازبکستان            | ۱   | ۰    | ۰    | ۱     |
| ۵               | فیلیپین             | ۱   | ۰    | ۰    | ۱     |
| ۵               | قطر                 | ۱   | ۰    | ۰    | ۱     |
| ۵               | کانادا              | ۱   | ۰    | ۰    | ۱     |
| ۹               | ونزوئلا             | ۰   | ۲    | ۰    | ۲     |
| ۱۰              | اندونزی             | ۰   | ۱    | ۲    | ۳     |
| ۱۰              | ایتالیا             | ۰   | ۱    | ۲    | ۳     |
| ۱۲              | ایالات متحده آمریکا | ۰   | ۱    | ۱    | ۲     |
| ۱۲              | جمهوری دومینیکن     | ۰   | ۱    | ۱    | ۲     |
| ۱۴              | ارمنستان            | ۰   | ۱    | ۰    | ۱     |
| ۱۴              | ایران               | ۰   | ۱    | ۰    | ۱     |
| ۱۴              | بریتانیای کبیر      | ۰   | ۱    | ۰    | ۱     |
| ۱۴              | ترکمنستان           | ۰   | ۱    | ۰    | ۱     |
| ۱۴              | هند                 | ۰   | ۱    | ۰    | ۱     |
| ۱۴              | کلمبیا              | ۰   | ۱    | ۰    | ۱     |
| ۲۰              | قزاقستان            | ۰   | ۰    | ۲    | ۲     |
| ۲۱              | سوریه               | ۰   | ۰    | ۱    | ۱     |
| ۲۱              | لتونی               | ۰   | ۰    | ۱    | ۱     |
| ۲۱              | مکزیک               | ۰   | ۰    | ۱    | ۱     |
| ۲۱              | ژاپن*               | ۰   | ۰    | ۱    | ۱     |
| مجموع (۲۴ کشور) | مجموع (۲۴ کشور)     | ۱۴  | ۱۴   | ۱۴   | ۴۲    |

### مردان
| وزن          | طلا                      | نقره                             | برنز                         |
| ۶۱ کیلوگرم   | لی فابین · چین           | اکو یولی ایراوان · اندونزی       | ایگور سون · قزاقستان         |
| ۶۷ کیلوگرم   | چن لیجون · چین           | لوئیس خاویر موسکرا · کلمبیا      | میرکو زانی · ایتالیا         |
| ۷۳ کیلوگرم   | شی ژیونگ · چین           | خولیو مایورا · ونزوئلا           | رحمت اروین عبدالله · اندونزی |
| ۸۱ کیلوگرم   | لو شیائوجون · چین        | زاکاریاس بونات · جمهوری دومینیکن | آنتونینو پیتزولاتو · ایتالیا |
| ۹۶ کیلوگرم   | فارس ابراهیم · قطر       | کیدومار واینیا · ونزوئلا         | آنتون پلیسنوی · گرجستان      |
| ۱۰۹ کیلوگرم  | اکبر ژورائف · ازبکستان   | سیمون مارتیروسیان · ارمنستان     | آرتورس پلسنیکس · لتونی       |
| ۱۰۹+ کیلوگرم | لاشا تالاخادزه · گرجستان | علی داوودی · ایران               | معن اسعد · سوریه             |

### زنان
| وزن         | طلا                     | نقره                             | برنز                              |
| ۴۹ کیلوگرم  | هو ژیهوی · چین          | سایکوم میرابای چانو · هند        | ویندی سانتیکا آیساه · اندونزی     |
| ۵۵ کیلوگرم  | هیدیلین دیاز · فیلیپین  | لیائو چیویون · چین               | زولفیا چینشانلو · قزاقستان        |
| ۵۹ کیلوگرم  | کو سینگ چون · چین تایپه | پولینا گوریوا · ترکمنستان        | میکیکو آندو · ژاپن                |
| ۶۴ کیلوگرم  | مود شارون · کانادا      | جورجا بوردینیون · ایتالیا        | چن ون-هوئی · چین تایپه            |
| ۷۶ کیلوگرم  | نیسی دایومس · اکوادور   | کاترین نای · ایالات متحده آمریکا | آرمی فوئنتس · مکزیک               |
| ۸۷ کیلوگرم  | وانگ ژویو · چین         | تامارا سالازار · اکوادور         | کریسمری سانتانا · جمهوری دومینیکن |
| ۸۷+ کیلوگرم | لی ونون · چین           | امیلی کمپل · بریتانیای کبیر      | سارا روبلز · ایالات متحده آمریکا  |